# The Platinum Collection (musikalbum av Scorpions)
The Platinum Collection är ett samlingsalbum från 2005 av den tyska rockgruppen Scorpions.

## Låtlista
CD 1
1. In Trance
2. Crying Days
3. Pictured Life
4. He’s A Woman – She’s A Man
5. Coast to Coast
6. Lovedrive
7. Is There Anybody There?
8. Holiday
9. Another Piece of Meat
10. Make It Real
11. The Zoo
12. Hey You
13. Blackout
14. Can’t Live Without You
15. Now!
16. Dynamite

CD 2
1. No One Like You
2. Bad Boys Running Wild
3. Still Loving You
4. Big City Nights
5. Rock You Like A Hurricane
6. Coming Home
7. Rhytm of Love
8. Belive in Love
9. Passion Rules the Game
10. Can’t Explain
11. Living for Tomorrow
12. Wind of Change
13. Send Me an Angel
14. Alien Nation
15. No Pain No Gain
16. Under the Same Sun

CD 3
1. You And I
2. Does Anyone Know
3. Wild Child
4. Where the River Flows
5. Edge of Time
6. When You Came Into My Life
7. A Moment I A Millon Years
8. 10 Lightyears Away
9. Eye To Eye
10. Mysterious
11. Aleyah
12. Moment of Glory
13. Here in My Heart
14. When Love Kills Love
15. Deep and Dark
16. Remember the Good Times